# Saudi-arabische Fußballnationalmannschaft der Frauen
Die saudi-arabische Fußballnationalmannschaft der Frauen (المنتخب السعودي لكرة القدم للسيدات) repräsentiert das Königreich Saudi-Arabien im internationalen Frauenfußball. Der nationale Fußballverband SAFF ist Mitglied des Kontinentalverbandes AFC und der FIFA.
Bisher hat die Mannschaft noch nicht an einer Qualifikation zur Asien- bzw. Weltmeisterschaft teilgenommen.

## Geschichte

### Hintergrund
Aufgrund des Einflusses der religiösen Führer und der Diskriminierung des Frauensports in Saudi-Arabien war die Gründung einer Fußballnationalmannschaft der Frauen im Königreich lange Zeit unmöglich. Im Jahr 2008 wurde die Gründung einer von der FIFA anerkannten Fußballnationalmannschaft der Frauen per Gesetz verboten. Trotz kleinerer Reformen war der Frauensport unter König Abdullah bis ins Jahr 2015 systemischer Diskriminierung ausgesetzt.
Mit der Thronbesteigung König Salmans wurden Rufe nach Reformen im saudi-arabischen Fußball laut. Allerdings wurden Reformen, auch im Frauenfußball, erst durch seinen Sohn Mohammed bin Salman erstmals angestoßen. So ist es Frauen seit 2017 gestattet, Fußballspiele im Stadion zu besuchen, was als erster Schritt für die zukünftige Gründung einer Frauenfußballnationalmannschaft gesehen wurde.
Im Dezember des Jahres 2019 organisierte der nationale Fußballverband des Königreichs erstmals ein inoffizielles Fußballturnier für Frauen in der Region Jeddah. Im Februar 2020 startete mit der Saudi Women’s Premier League eine erste nationale Fußballliga, deren Zentren in den drei großen Städten Riad, Dschidda und Dammam liegen. Unmittelbar nach der Gründung einer eigenen Fußballliga wurden auch die Rufe nach der Gründung einer Fußballnationalmannschaft der Frauen lauter.

### Gründung

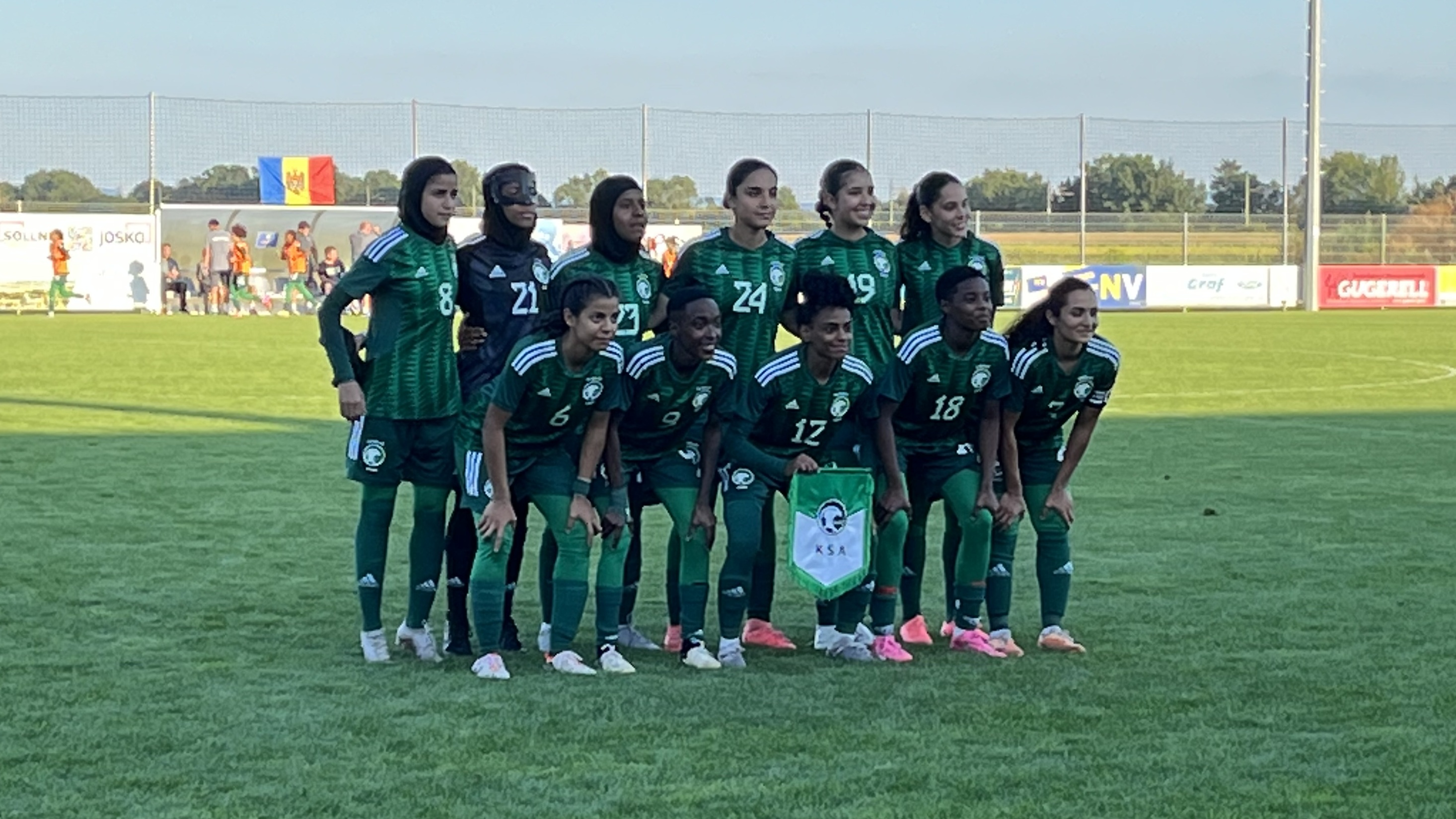
Saudi-arabische Fußballnationalmannschaft der Frauen gegen die Republik Moldau in Kirchberg am Wagram (2024)

Am 11. August des Jahres 2021 stellte der saudi-arabische Fußballverband mit der Deutschen Monika Staab die erste Trainerin der neu gegründeten Frauenfußballnationalmannschaft vor. Im Februar 2022 absolvierte die saudi-arabische Fußballnationalmannschaft der Frauen im Rahmen eines Einladungsturniers auf den Malediven ihre ersten internationalen Spiele. Am 20. Februar 2022 gelang der Mannschaft im allerersten Spiel der Geschichte ein 2:0-Erfolg gegen die Auswahl der Seychellen. Nach diesem Erfolg veröffentlichte Lamia bin Bahian einen Langzeitplan, der vorsieht, dass die Nationalmannschaft innerhalb der nächsten zehn Jahre an einer Fußball-Weltmeisterschaft der Frauen teilnimmt mit dem Ziel, eine der stärksten Nationen im internationalen Frauenfußball im asiatischen Raum zu werden.
Im Februar des Jahres 2023 übernahm Rosa Lappi Seppälä den Posten der Nationaltrainerin. Monika Staab, die bis dahin Nationaltrainerin der saudi-arabischen Frauenfußballnationalmannschaft gewesen war, wurde zur technischen Direktorin der Mannschaft berufen. Am 13. Juni gleichen Jahres bestritt die saudische Frauenfußballnationalmannschaft ihr erstes Länderspiel gegen eine Nationalmannschaft der europäischen Konföderation UEFA. In Girona, Spanien, spielte die Mannschaft erstmals gegen Andorra und verlor das Spiel mit 3:1. Vier Tage später trafen beide Mannschaften erneut in Girona aufeinander; Andorra gewann mit 3:0, was aktuell die höchste Niederlage der saudi-arabischen Frauenfußballnationalmannschaft darstellt.

## Turniere

### Weltmeisterschaft
- 1991 bis 2023: Nicht teilgenommen
- 2027: Nicht qualifiziert

### Asienmeisterschaft
- 1975 bis 2022: Nicht teilgenommen
- 2026: Nicht qualifiziert

### Westasienmeisterschaft
- 2005 bis 2022: Nicht teilgenommen
- 2024: Gruppenphase

## Trainerhistorie
- Monika Staab (2021–2023)
- Rosa Lappi-Seppälä (seit 2023)